# S.M. Plum
Sophus Munk Plum (født 19. august 1847 i Vester Hassing, død 23. oktober 1904 i København) var en dansk grosserer. Han grundlagde sammen med sin bror Thorvald Plum firmaet T. & S. M. Plum som i en periode var Danmarks førende eksportør af smør.
S.M. PLum var en præstesøn som blev født i Vester Hassing i Vendsyssel øst for Nørresundby i 1847. Han tog den udvidede præliminæreksamen på Københavns Universitet i 1864 og blev derefter uddannet til købmand i to ældre brødres firma N. M. & F. Plum i Assens. En tredje bror, Thorvald Plum, var ansat i rederiet Fr. Th. Adolphs enke, og da han rejste til Englund i 1869 overtog S.M. Plum hans tidligere stilling i rederiet. Thorvald Plum kom tilbage til Danmark og grundlagde i 1872 sammen med S.M. Plum firmaet T. & S. M. Plum i Købehavn. Det startede som et agentur for hovedsageligt jern og petroleum, men begyndte snart også at eksportere smør. Da man også begyndte at handle med korn flyttede firmaet til Assens. I slutningen af 1870'erne flyttede T. & S. M. Plum tilbage til København. Det blev Danmarks førende smøreksportør i 1880'erne.
S.M. Plum stod for den finansielle styring af T. & S. M. Plum. Han var medlem af Sø- og Handelsretten fra 1884 til sin død og medlem af Københavns Borgerrepræsentation fra 1892 til 1896.

## Familie
Sophus Munk Plum var søn af sognepræst Niels Munk Plum (1803-1965) og Charlotte Elisabeth Plum, født Blædel (1811-1993). Han blev gift i 1879 med Antonie Christine Elisabeth Marie Christiansen (1859-1910). De fik 15 børn, heriblandt erhvervskvinden Inger Marie Plum. S.M. Plum  var bror til sin kompagnon Thorvald Plum og farbror til Harald Plum som også var smøreksportør.

## Hæder og malerier
S.M. Plum blev udnævnt til ridder af Dannebrog i 1900. Han er med på P.S. Krøyers maleri Fra Københavns Børs fra 1895.